# 美鷹航空4184號班機空難
美鹰航空4184号班机是一班从印第安纳州印第安纳波利斯前往芝加哥的美鹰航空定期航班。1994年10月31日午后，一架ATR 72-212在执飞该航班，于芝加哥国际机场外盘旋等待降落时，由于机身積冰导致飞机失速并往右倾斜，最终飞机连续翻滚并坠毁于罗斯洛恩的一处农地上，机上68人全部罹难。此空难与加勒比区域航空883号班机空难并列为涉及ATR 72机型中，死亡人数第二高的空难。

## 经过
当天午后，班机到达机场在芝加哥上空盘旋等待降落，并正在穿过雨云和乱流。两名机师分别是机长奥兰多艾古亚，副机长杰夫加里安诺。飞机许可爬升至1万6千英尺等待，不久下降到1万英尺。盘旋等待时机长发现飞机角度较高，于是放下襟翼到15使机头降下以让乘客感觉舒适。
不久飞机获准下降到8000英尺，下降途中飞机发出警报提示下降的速度太快，在這個速度下襟翼需要收回，以免襟翼因速度過快而被破壞。但收回襟翼後飞机却发出怪声，刹那间控制杆急剧向右转，飞机往右倾斜，开始翻滚，机师努力想控制飞机控制杆却完全不动，不出几秒，飞机便冲进羅斯藍的一處农地上。

## 調查
事故發生後，NTSB調查員一開始先聆聽黑盒子的對談紀錄，雖然曾懷疑機長與副機長的行為有問題，不過之後發現這並不是造成事故的主要原因。
之後，NTSB仔細的解了ATR42和ATR72飛機的歷史，發現有幾起墜機事件和該事件極為相似。就在美鹰航空事发数年前，一架ATR-72在一机场盘旋等待降落，天气同样不怎么好，机师注意到飞机角度较高，并放襟翼使机鼻下降，然后机尾发出怪声，声音越来越大。突然飞机向左急剧翻滚，飞行员同样努力控制飞机，飞机却继续翻滚，几秒后飞机便穿出了云层。飞行员猛加动力，从68%加至100%，随后机师更加出力转驾驶杆，飞机终于得到了控制，高度不足1200英尺，并成功迫降。

## 调查结果
飞机在盘旋时，机长注意到飞机机头抬高，他知道机头抬高会使客舱处于不舒适的角度。结冰本对飞行没有多大影响，打开襟翼可使机头下降并使乘客舒适，但会大大影响冰脊形成的位置。亦襟翼使积冰问题更加严重，机翼上方表面雨水滴的接触面积增大，所以机翼后方结冰原因之一即是襟翼打开15度。没人知道机翼表面积了近1厘米的冰。
不久飞机获准下降到8000英尺。下降提高飞机速度，触发警报告诉机师速度过快。副驾驶加里安诺收起襟翼，亦机头再次升高，流过积冰机翼的气流因机头抬高而受到扰动，气流迫使右襟翼抬高让飞机向右急剧翻滚。
调查人员指出，如果当时飞机高度如再高一两千英尺，机师便可拉起飞机從而脫險。

## 類似事故
- 復興航空791號班機：同為ATR-72型飛機，2002年12月21日凌晨從台北飛往澳門途中，因遭遇積冰問題而失事墜毀於澎湖外海。
- 中國東方航空5210號班機空難—2004年由於機翼冰層污染且未有除冰，在起飛後不久即墜機；
- 安大略航空1363號班機空難—1989年由於起飛前未有除冰，最終墜機。
- 全美航空405號班機 - 紐約市拉瓜迪亞機場，1992年3月22日，一架載著51人的通勤飛機嘗試在跑道上起飛，但駕駛無法讓飛機爬升，最終墜入冰冷的夫勒辛灣，造成27人死亡
- 飛箭航空1285號班機空難 -從加拿大起飛前往坎貝爾堡不久即失速墜毀，機上所有人罹難
- 聯合航空快運2415號班機空難 從西雅圖經雅基馬飛往帕斯科的英國宇航捷流31在帕斯科三城機場跑道外400英尺處墜毀
- 北歐航空751號班機從 斯德哥爾摩阿蘭達機場飛往華沙的通勤航班。造成92人受傷。